# Серебренников, Виктор Иванович
Виктор Иванович Серебренников (Серебрянников) (Пустой шаблон {{ВД-Преамбула}} ) — советский хоккеист, нападающий. Мастер спорта СССР.

## Биография
Воспитанник пермского «Молота». Выступал за команды «Молот» (1960/61 — 1963/64, 1972/73), «Строитель» Оренбург (1964/65), «Ермак» Ангарск (1965/66 — 1971/72).
В классе «А» провёл три сезона (1960/61 — 1962/63), сыграл 65 матчей.